# 塞尔米代
塞尔米代（義大利語：Sermide），曾是意大利曼托瓦省的一个市镇。总面积56平方公里，人口6386人，人口密度114.0人/平方公里（2009年）。国家统计（ISTAT）代码为020061。
2017年塞尔米代和费洛尼卡两市镇合并为新的塞尔米代和费洛尼卡市镇，塞尔米代成为新市镇的一个分区。